# Nordmarquesas-Rohrsänger
Der Nordmarquesas-Rohrsänger, früher Nuku-Hiva-Rohrsänger (Acrocephalus percernis, Syn.: Acrocephalus mendanae percernis) ist ein Singvogel aus der Gattung der  Rohrsänger (Acrocephalus) und der Familie der Rohrsängerartigen (Acrocephalidae).
Der Vogel ist endemisch auf den nördlichen Marquesas-Inseln.
Das Verbreitungsgebiet ist sehr vielseitig, bevorzugt werden dichtes Buschwerk, Dickicht, Sekundärwald und Kokosnuss-Haine jeweils mit Unterholz. Die Art besiedelt auch erfolgreich Lebensräume mit invasiver Vegetation wie Weißkopfmimosen und Süße Akazien. Der Lebensraum reicht von Meereshöhe bis etwa 1100 m Höhe.
Das Artepitheton kommt von lateinisch percernis ‚leicht zu sehen‘.
Früher wurde die Art als konspezifisch mit dem Südmarquesas-Rohrsänger  (Acrocephalus mendanae) angesehen und als „Marquesasrohrsänger“ (Acrocephalus mendanae) bezeichnet. Die Abgrenzung in zwei eigenständige Arten erfolgte im Jahre 2007 durch Alice Cibois.

## Merkmale
Die Art ist 18–22 cm groß, somit ein ziemlich großer, kräftiger Rohrsänger. Die Unterseite ist leuchtend gelb, die Oberseite grünlich, der Schnabel ist mittellang und leicht gebogen, der Schwanz hat eine gelbe Spitze. Vom allopatrischen Südmarquesas-Rohrsänger (Acrocephalus mendanae) ist sie bei Beobachtung im Freien wohl nicht zu unterscheiden. Die Geschlechter unterscheiden sich nicht.

## Geografische Variation
Es werden folgende Unterarten anerkannt:
- A. p. postremus (Murphy & Mathews, 1928) – Hatutu
- A. p. aquilonis (Murphy & Mathews, 1928) – Eiao, s. Eiao-Rohrsänger
- A. p. percernis (Wetmore, 1919), Nominatform – Nuku Hiva
- A. p. idae (Murphy & Mathews, 1928) – Ua Huka

## Stimme
Der Gesang wird als laute, relativ lange, jeweils von Pausen unterbrochene melodische Folge variierter Pfiffe und Knurrlaute über mehrere Minuten beschrieben.

## Verbreitung und Lebensraum
Die Art ist Standvogel. Die Nahrung besteht wie beim Südmarquesas-Rohrsänger  (Acrocephalus mendanae) hauptsächlich aus Insekten einschließlich Libellen, Zweiflüglern, Heuschrecken, Käfern und Spinnentieren, kleinen Eidechsen, Landschnecken sowie Pflanzensamen und Früchten, die zwischen den Blättern und auf dem Erdboden gesucht werden.
Nestbau und Brutverhalten unterscheiden sich nicht gegenüber dem Südmarquesas-Rohrsänger.

## Gefährdungssituation und Bestand
Die Art wird wegen der stabilen Bestände in der Roten Liste der IUCN als nicht gefährdet (Least Concern) eingestuft. Das Verbreitungsgebiet umfasst etwa 6400 km² und es werden keine Bedrohungen genannt.